# Euryglossula microdonta
Euryglossula microdonta är en biart som först beskrevs av Rayment 1934.  Euryglossula microdonta ingår i släktet Euryglossula och familjen korttungebin. Inga underarter finns listade i Catalogue of Life.

## Bildgalleri

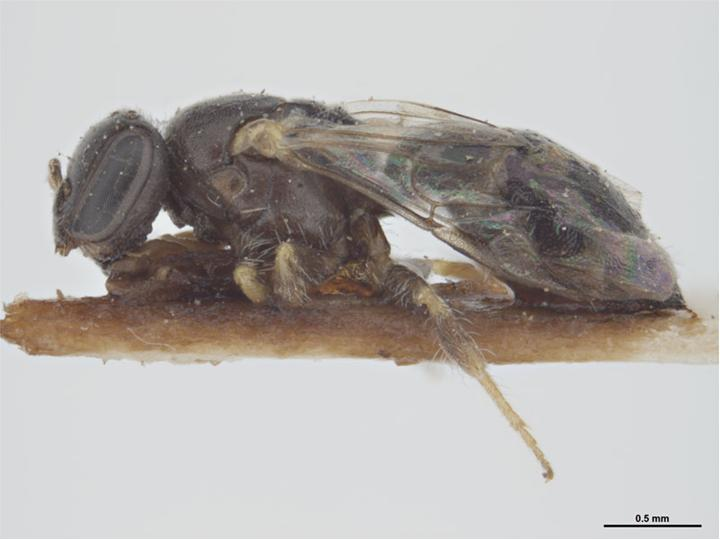
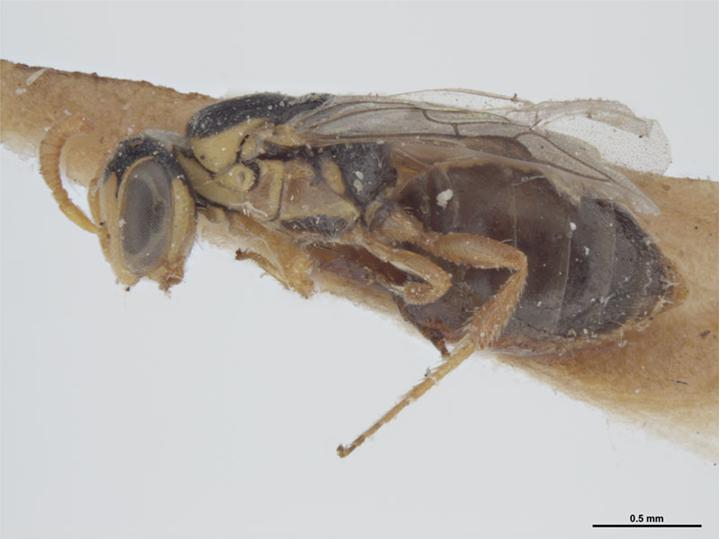